# Marquart von Stadtkyll
Marquart von Stadtkyll war ein deutscher Wundarzt, der vermutlich im 15. Jahrhundert in Stadtkyll wirkte.

## Leben
Von Stadtkyll zog aus einer nicht identifizierten Stadt („kaigelen“  bzw. „taigelen“) nach Stadtkyll. Sein Beiname „warlam“ (auch Barlaam),  den Marquart von Stadtkyll in der Heidelberger Handschrift trägt, wie auch seine Erwähnung durch den Juden von Kreuznach, deutet auf eine jüdische Herkunft hin.

## Schaffen
Im Jahr 1438 beendete er eine deutsche Fassung des über Chirurgie handelnden 7. Traktats des „Liber ad Almansorem“ des Rhazes, welche im vierten Buch einer um 1525 entstandenen Abschrift der medizinischen Textesammlung des Juden von Kreuznach (Heidelberg,  cpg.  786,  Bl.  74'-82r) enthalten ist. Dort ist ebenso seine Beschreibung „Signa mortis“ (Bl.  82'-83v), in der er, nach dem Vorbild der pseudohippokratischen Capsula eburnea, empfiehlt, Verwundeten Tränke zu verabreichen, um danach an den Folgen festzustellen, ob sie sterben oder überleben werden.
Laut des Medizinhistorikers Karl Sudhoff waren beide Texte auch in einer verlorenen Wiener Handschrift des 16. Jahrhunderts enthalten. Von Stadtkylls Texte zeigen hohe sprachliche und fachliche Kenntnisse.

## Werke
- Medizinische Rezeptsammlung. Hrsg.: Universitätsbibliothek Heidelberg, Cod. Pal. germ. 786. Heidelberg, doi:10.11588/diglit.602, urn:nbn:de:bsz:16-diglit-6023 (uni-heidelberg.de – Erschienen: nach 1538).